# Tasmanian Open
Il Tasmanian Open è stato un torneo di tennis giocato a Hobart in Australia su campi in cemento ed erba. Prima dell'era Open era conosciuto come Tasmanian Championships.

## Albo d'oro

### Singolare maschile
| Anno            | Vincitore                    | Finalista         | Punteggio          |
| --------------- | ---------------------------- | ----------------- | ------------------ |
| 1916- 1968      | Informazioni non disponibili |                   |                    |
| 1970            | Jim McManus                  | Bob Carmichael    | 7–5, 6–4, 6–1      |
| 1971            | Aleksandre Met'reveli (1)    | John Alexander    | 7–6, 6–3, 4–6, 6–3 |
| 1972 (gennaio)  | Aleksandre Met'reveli (2)    | Wanaro N'Godrella | 6–2, 6–4, 6–3      |
| 1972 (dicembre) | Non completato per pioggia   |                   |                    |
| 1973            | Colin Dibley                 | Jasjit Singh      | 7–6, 6–2           |
| 1974            | Geoff Masters                | Toshiro Sakai     | 6–4, 7–6           |
| 1976            | Non disputato                | Non disputato     | Non disputato      |
| 1977            | Syd Ball                     | Bob Carmichael    | 6–2, 4–6, 6–2      |
| 1978            | Bob Carmichael               | John Marks        | 4–6, 6–3, 6–4      |

### Doppio maschile
| Anno            | Vincitori                    | Finalisti                     | Punteggio             |
| --------------- | ---------------------------- | ----------------------------- | --------------------- |
| 1916- 1968      | Informazioni non disponibili |                               |                       |
| 1970            | Stan Smith Bob Lutz          | Dick Crealy Allan Stone       | 6–4, 3–6, 23–21, 10–8 |
| 1971            | Phil Dent Alexander Dent     | Milan Holeček Vladimír Zedník | 6–3, 6–2, 7–6         |
| 1972 (gennaio)  |                              |                               |                       |
| 1972 (dicembre) | Non completato per pioggia   |                               |                       |
| 1972- 1978      | Non disputato                |                               |                       |

### Singolare femminile
| Anno           | Campionessa                  | Finalista       | Punteggio     |
| -------------- | ---------------------------- | --------------- | ------------- |
| 1916- 1968     | Informazioni non disponibili |                 |               |
| 1970           | Margaret Smith-Court         | Karen Krantzcke | 6–2, 6–2      |
| 1971           | Gail Chanfreau               | Kerry Harris    | 6–1, 4–6, 6–2 |
| 1972 (gennaio) | Ol'ga Morozova               | Mona Guerrant   | 6–3, 6–3      |

### Doppio femminile
| Anno           | Campionesse                  | Finaliste                       | Punteggio |
| -------------- | ---------------------------- | ------------------------------- | --------- |
| 1916- 1968     | Informazioni non disponibili |                                 |           |
| 1970           |                              |                                 |           |
| 1971           | Patti Hogan Ol'ga Morozova   | Brenda Kirk Laura Rossouw       | 6–2, 6–0  |
| 1972 (gennaio) | Mona Guerrant Janet Young    | Ol'ga Morozova Barbara Hawcroft | 6–3, 6–2  |